# Liste von Schwarmbeben in Westböhmen und im Vogtland

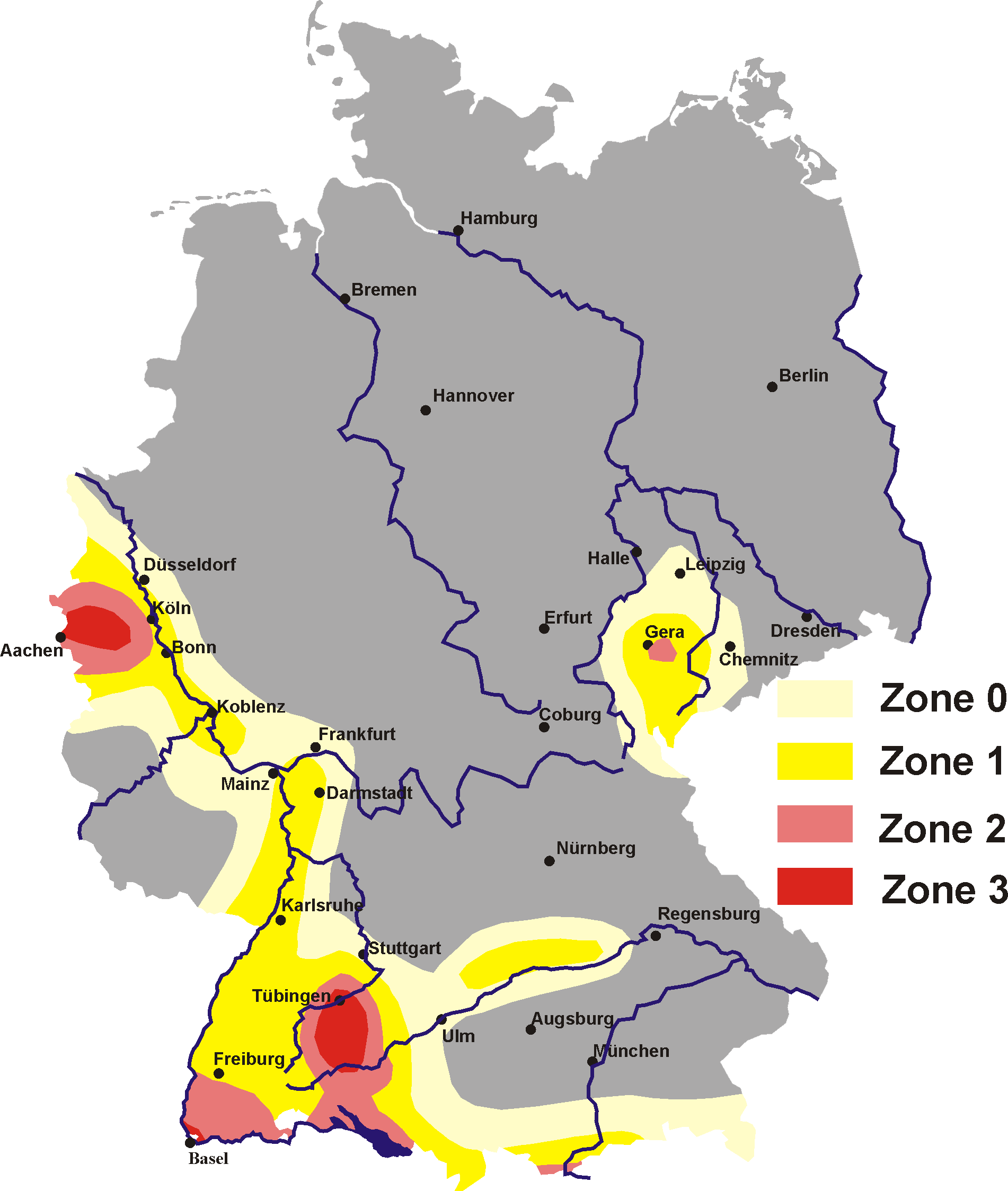
Die Erdbebengebiete in Deutschland: Die Epizentren der hier aufgeführten Beben liegen oft knapp südlich der deutschen Grenze.

Die Liste von Schwarmbeben in Westböhmen und im Vogtland enthält dokumentierte Schwarmbeben in der Region Westböhmen-Vogtland und gibt eine Übersicht über deren zeitlichen Verlauf, Magnituden und besondere Merkmale. Eine ausführliche Erläuterung der geologischen Ursachen, historischen Entwicklungen und wissenschaftlichen Untersuchungen findet sich im Hauptartikel „Schwarmbeben in Westböhmen und im Vogtland“.

## Seismische Aktivität
Erdbeben sind in der Region kein neuzeitliches Phänomen. Aufgrund der begrenzten historischen Überlieferung und der schwierigen Nachrichtenverbreitung im Mittelalter sind frühere Beben nur spärlich dokumentiert. Je näher man der Gegenwart kommt, desto zuverlässiger werden die Quellen. Zwischen 1332 und 1856 sind in Sachsen, insbesondere im Vogtland, etwa 35 Erdbeben überliefert worden – vermutlich gab es jedoch noch deutlich mehr, die wegen ihrer geringeren Intensität in Vergessenheit geraten sind.

### 1505
Im Jahr 1505 trat einer der frühesten bekannten Erdbebenschwärme im Vogtland auf. Alle Beben lagen wahrscheinlich unter Magnitude 4.

### 1552
Ein intensiver Erdbebenschwarm ereignete sich vom 13. April bis zum 15. Juli 1552. Die ersten Beben traten bereits in der Woche vor Ostern auf. Während der Osterwoche waren die Erschütterungen so stark, dass in Freiberg, Joachimsthal und anderen Bergstädten Fensterscheiben zerbrachen. Schlösser an der Eger und in Wolkenstein wurden so stark bewegt, dass Gefäße umfielen. Die Auswirkungen dieses Bebenschwarms waren bis nach Eger und in die Lausitz spürbar.

### 1674
Ab Mitte November kam es zu einem dreiwöchigen Schwarm, der Schächte zum Einsturz brachte. Ein Steiger kam ums Leben.

### 1701
Ein Erdbebenschwarm trat vom 13. März bis zum 23. April 1701 auf und war besonders in Annaberg, Schneeberg, Johanngeorgenstadt und Plauen spürbar. Mehrere Beben lagen schätzungsweise über Magnitude 4.

### 1711
Zwischen dem 28. Juli und dem 16. Oktober trat ein weiterer Erdbebenschwarm auf.

### 1720
Das Schwarmbeben erreichte bis Magnitude 4,5.

### 1770/71
Der Erdbebenschwarm vom 19. September bis zum 4. Januar erreichte bis Magnitude 4,6.

### 1789
Der Erdbebenschwarm erreichte bis Magnitude 4,1.

### 1824
Vom 1. Januar bis 5. Februar kam es zu den Hartenberger Schwarmbeben. Bei der wissenschaftlichen Beschreibung dieses Ereignisses wurde der Begriff „Schwarmbeben“ geprägt. Die erreichten Magnituden werden bis maximal 4,2 geschätzt.

### 1857
Eine starke Erschütterung des Vogtlands wurde am 7. Juli 1857 bis nach Halle, Naumburg, Zeitz, Gera, Greiz, Plauen, Hof, Reichenbach, Zwickau, Dresden, Leipzig und Eilenburg wahrgenommen.

### 1875
Auftreten von Schwarmbeben mit Magnituden nicht oberhalb von 5.

### 1896
Im Laufe des Jahres 1896 traten im Vogtland mehrere leichte bis mäßige Erdbeben auf, die insbesondere in der Region um Plauen wahrgenommen wurden. Im Herbst wurden mehrere Beben an der deutsch-tschechischen Grenze wahrgenommen. Es wird vermutet, dass das Epizentrum zwischen Deutschneudorf und Marienberg lag.

### 1897
Zwischen dem 24. Oktober und dem 29. November 1897 wurde das Vogtland erneut von einem starken Erdbebenschwarm erschüttert, der die Bevölkerung 37 Tage lang in Angst versetzte. Der Schwarm vollzog sich in vier Abschnitten, von denen jeder mit schwachen Beben begann, die sich zu einem Hauptbeben steigerten, auf das jeweils eine kurze Ruhephase folgte. Besonders betroffen waren das Erzgebirge sowie angrenzende Gebiete Böhmens, darunter das Egerland, der Kaiserwald und das Tepler Hochland. Die stärksten Beben ereigneten sich zwischen dem 25. und 30. Oktober sowie dem 7. und 17. November. Das Epizentrum verlagerte sich dabei von Klingenthal, Untersachsenberg und Graslitz in Richtung Neukirchen, Wildstein, Schönberg, Brambach und Asch.

### 1900–1903
Ab dem 1. Juli 1900 ereignete sich eine neue Erdbebenserie im Vogtland, die 52 Tage andauerte. Die Erschütterungen blieben jedoch schwächer als die von 1897 und betrafen ein kleineres Gebiet. Zwei Schwärme traten auf: ein kürzerer von 11 Tagen und ein längerer von 35 Tagen nach einer Woche Pause. Die Beben gingen hauptsächlich von den Herden bei Graslitz-Untersachsenberg sowie Brambach-Schönberg-Asch aus. Ein weiterer Erdbebenschwarm fand vom 8. Mai bis 28. Juni 1901 statt und fiel noch schwächer aus. Im Gegensatz zu den vorherigen Ereignissen war diesmal ausschließlich das Herdgebiet Brambach-Schönberg aktiv. Nach kurzer Ruhe folgte vom 25. Juli bis 31. August eine neue Serie, deren Erschütterungen sich entlang einer Achse von Asch nach Neudeck erstreckten. Am 13. Februar 1903 begann eine außergewöhnlich lange Erdbebenserie, die bis zum 18. Mai dauerte. Während dieser 95 Tage registrierte das Seismometer in Leipzig 44 stärkere und 645 schwächere Beben, daneben zahlreiche weitere kaum messbare Erschütterungen.

### 1908
Im Herbst 1908 setzte erneut ein Erdbebenschwarm im Vogtland ein. Besonders starke Erschütterungen traten am 21. und 24. Oktober sowie zwischen dem 3. und 6. November auf. Am 3. und 4. November registrierte der Göttinger Seismograph allein 70 Beben. Das stärkste Beben der Serie war in Sachsen bis zur Elbe, im gesamten Egerland, in Thüringen bis Gotha und zur Unstrut sowie bis in die Region um Halle (Saale) spürbar und erreichte nahezu die Intensität der starken Erschütterungen von 1897.

### 1925–1930
Zwischen den Jahren 1925 und 1930 traten immer wieder Erdbebenschwärme auf. Die Beben erreichten eine Stärke bis zu Magnitude 4,2.

### 1985/86
Der intensive Schwarm begann im Juli 1985 mit Mikrobeben (Magnituden über 0,8). Eine spürbare Stärke wurde Anfang Dezember erreicht. Das Aktivitätsmaximum, einschließlich des stärksten Bebens mit Magnitude 4,6, wurde am 21. Dezember 1985 beobachtet. Es folgten bis Mitte Januar 1986 zwei weitere kleinere Aktivitätsspitzen. Danach trat eine 8-tägige Ruhephase ein. Anschließend begann ein letzter Ausbruch seismischer Aktivität mit dem zweitstärksten Beben (Magnitude 4,2), begleitet von einer intensiven Nachbebenserie, die vier Tage andauerte. Fast alle dieser Schwarmbeben wurden innerhalb eines relativ kleinen Herdvolumens bei Nový Kostel und Luby lokalisiert, das 3,5 km lang, 1,5 km breit und in Tiefen von 6–8 km lag.
Das am 21. Dezember aufgezeichnete Beben weist die bisher stärkste in dieser Region gemessene Magnitude auf.

### 1997
Über 100 Beben zwischen dem 15. und 18. Januar, die maximale Amplituden von 2,0 und 2,8 erreichten. Anfang Juni ereigneten sich mehrere Erdstöße im Raum Klingenthal mit einem maximalen Wert von 3,0 auf der Richterskala.

### 2000
Zwischen dem 28. August und 10. November 2000 wurden 1.500 Einzelbeben registriert, die größer als Magnitude 0,7 waren.

### 2008
Zwischen dem 6. Oktober und 2. November 2008 wurden etwa 8000 Erdbeben auf dem im Gebiet von Nový Kostel (Tschechien) registriert. Die maximale Stärke der Beben lag bei Magnitude 3,9.

### 2011
Zwischen dem 23. August und 22. September 2011 war das Zentrum der Beben in Nový Kostel. Es wurden 13 Beben im Magnitudenbereich zwischen 3,0 und 3,9 und 185 Beben im Bereich von 2,0 bis 2,9 gemessen.

### 2014
Von Mai bis August 2014 gab es eine Reihe von Schwarmbeben mit dem Epizentrum bei Nový Kostel. Am 31. Mai 2014 gab es ein Beben im Magnitudenbereich von 3,8 bis 4,6. Es war das stärkste Beben seit 1985/86.

### 2017
Wieder auf dem Gebiet in Nový Kostel traten Erdbebenschwärme zwischen Mitte bis Ende Juli 2017 auf.

### 2018
Die Erdbebenschwärme hielten vom 10. Mai bis Ende Juni 2018 an. Es begann in Luby (Tschechien), ca. 8 km östlich von Bad Brambach.

### 2020
Mitte Dezember 2020 wurden gleichzeitig zwei Schwarmbeben registriert, dies teilte das Sächsische Landesamt für Umwelt, Landwirtschaft und Geologie (LfULG) mit. Am 4. Advent, dem 20. Dezember 2020, hatte das Schwarmbeben seinen Höhepunkt. Das stärkste Beben erreichte 2,6 auf der Richterskala und war bis in das Erzgebirge spürbar. Das zweite Schwarmbeben wurde am 22. Dezember 2020 südwestlich von Oelsnitz im Vogtland registriert.

### 2023–2025
Seit November/Dezember 2023 kommt es im Vogtland immer wieder zu vergleichsweise starken Erdbeben. Am 1. November 2023 wurde wieder ein Erdbebenschwarm registriert. Es wurden bis zum 6. November 2023 50 Beben wahrgenommen.
Seit 18. März 2024 wurde wieder ein Erdbebenschwarm registriert. Die jeweiligen Epizentren der hunderten von Kleinbeben liegen im Raum Klingenthal und damit an anderer Stelle als in den vergangenen dreißig Jahren, wo die Beben meist vom Raum Nový Kostel (Neukirchen) ausgingen. Die Beben erreichten eine Stärke von bis zu Magnitude 2,2. Ein Grollen war bis Ellefeld vernehmbar. In den ersten drei Wochen wurden insgesamt 692 Erdbeben detektiert. Die meisten Magnituden im Bereich der Mikroseismizität wurden laut den Erdbebendiensten sowie European-Mediterranean Seismological Centre (EMSC) und Helmholtz-Zentrum Potsdam – Deutsches GeoForschungsZentrum (GFZ) nicht angezeigt. Zudem ist es ungewöhnlich, dass die stärkeren Erdbeben offenbar nicht festgestellt wurden. Das bislang stärkste Beben in dieser Serie wurde im April 2024 verzeichnet, als es bei Klingenthal zu einem Beben der Stärke 2,7 kam. In der Nacht auf den 2. Januar 2025 kam es zu zwei Erschütterungen der Stärke 2,5 und 2,1 deren Epizentrum in neun Kilometer Tiefe am nördlichen Stadtrand von Klingenthal lag. Ein weiter Schwarm begann am 20. März, gefolgt von einem Beben mit Magnitude 2,3 am 12. April.